# ユナイテッド航空859便オーバーラン事故
ユナイテッド航空859便オーバーラン事故は、1961年7月11日に発生した航空事故。
ネブラスカ州エプリー飛行場発コロラド州ステープルトン国際空港行きのユナイテッド航空859便（ダグラスDC-8-12）が、ステープルトン国際空港への着陸後に滑走路を逸脱して炎上し、乗員乗客122人中17人と地上の1人が死亡した。

## 事故の詳細
事故機（N8040U）は、建設機械を含むいくつかの空港車両に衝突し、18人が死亡（地上に1人を含む）し、84人が負傷した。
859便は途中で油圧の不具合が発生し、クルーが油圧の不具合のチェックリストに従った後、通常の着陸準備を行った。859便は正常に接地したが、エンジンのスラストレバーを逆噴射の位置に動かすと、左側のエンジンのスラストリバーサーのバケットが正しく展開しなかった。エンジンの推力を前方に向けるには、バケットを閉じなければいけない。
この故障により、左側の第1エンジンと第2エンジンは通常時の推力、右側の第3エンジンと第4エンジンは逆推力をという状態になった。そのため機体は、非対称的な推力により、右に逸れ始めた。滑走路を逸脱し、建設中の新しい誘導路に接触した後、右のメインギアが壊れた。ノーズギアも壊れ、右翼の燃料タンクが破裂し、火災が発生した。航空委員会（CAB）報告書は逆噴射状態にならなかった要因は、逆推力インジケータライトを副操縦士が監視を怠った事だとした。

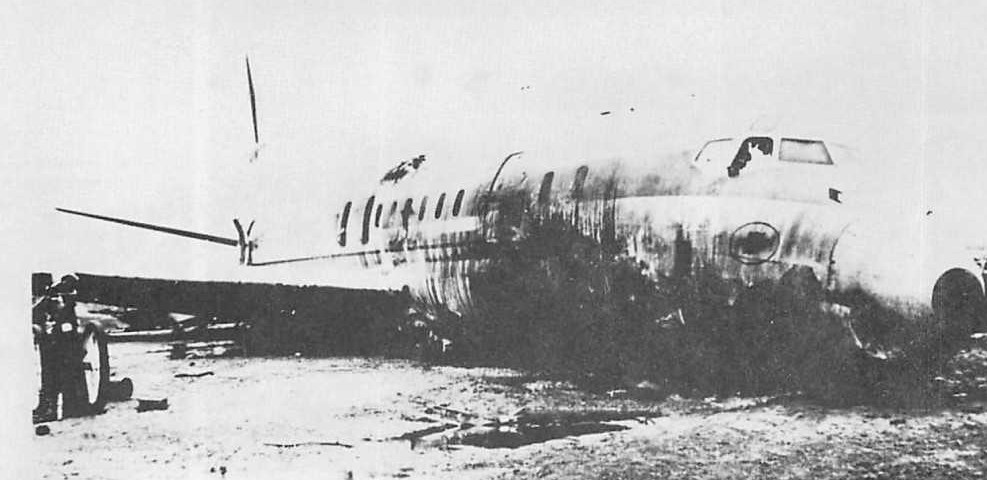
鎮火後の事故機

18人の死者のうち16人が一酸化炭素中毒が死因だった。1人の高齢女性が避難中に両方の足首を負傷し、後にショックで亡くなった。

## 事故の対応
救助活動はほぼ直ちに開始されたが、空港消防署は人員の不足に加えて設備も貧弱で、車両は1940年代に導入されたものを使用していた。さらに、近隣の空軍基地やデンバー市の消防施設からの援助の遅れによって被害が拡大した。
しかし、消防隊員は難しい状況のなか、適切に行動し多くの人命を救ったとして賞賛された。